# Lokomobil

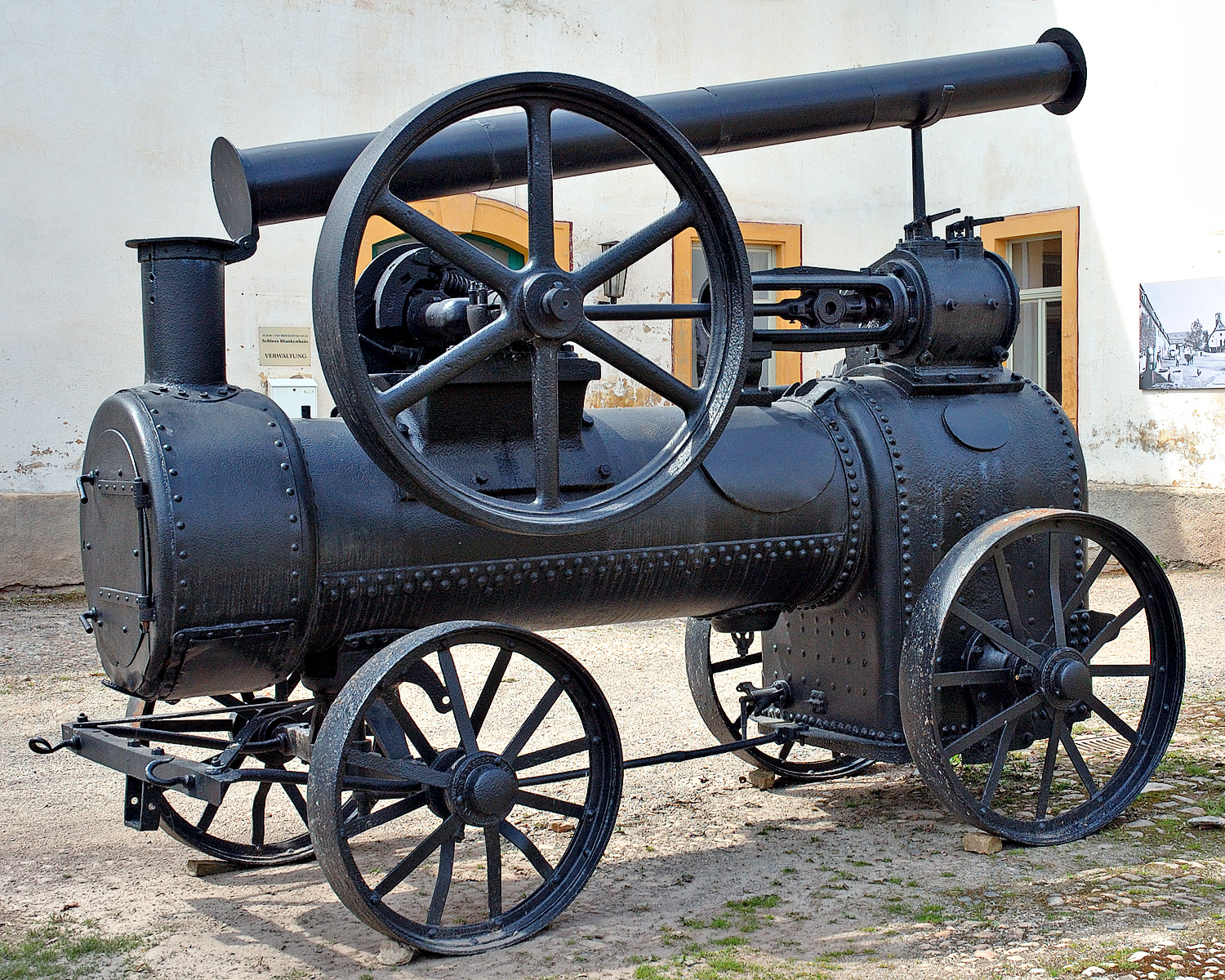
Ånglokomobil. Skorsten nedfälld.

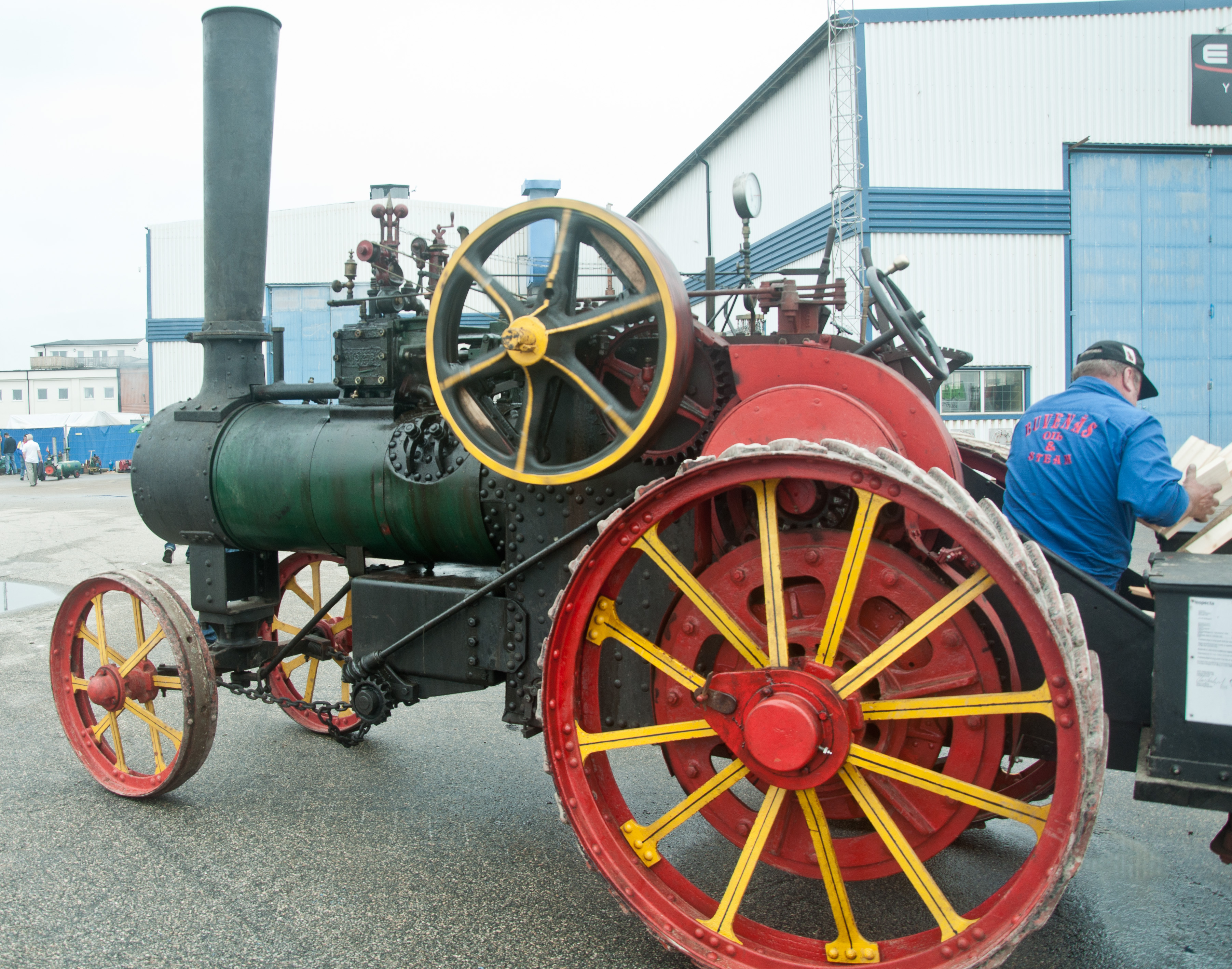
Fullt fungerande ånglokomobil i Lysekil 2012.

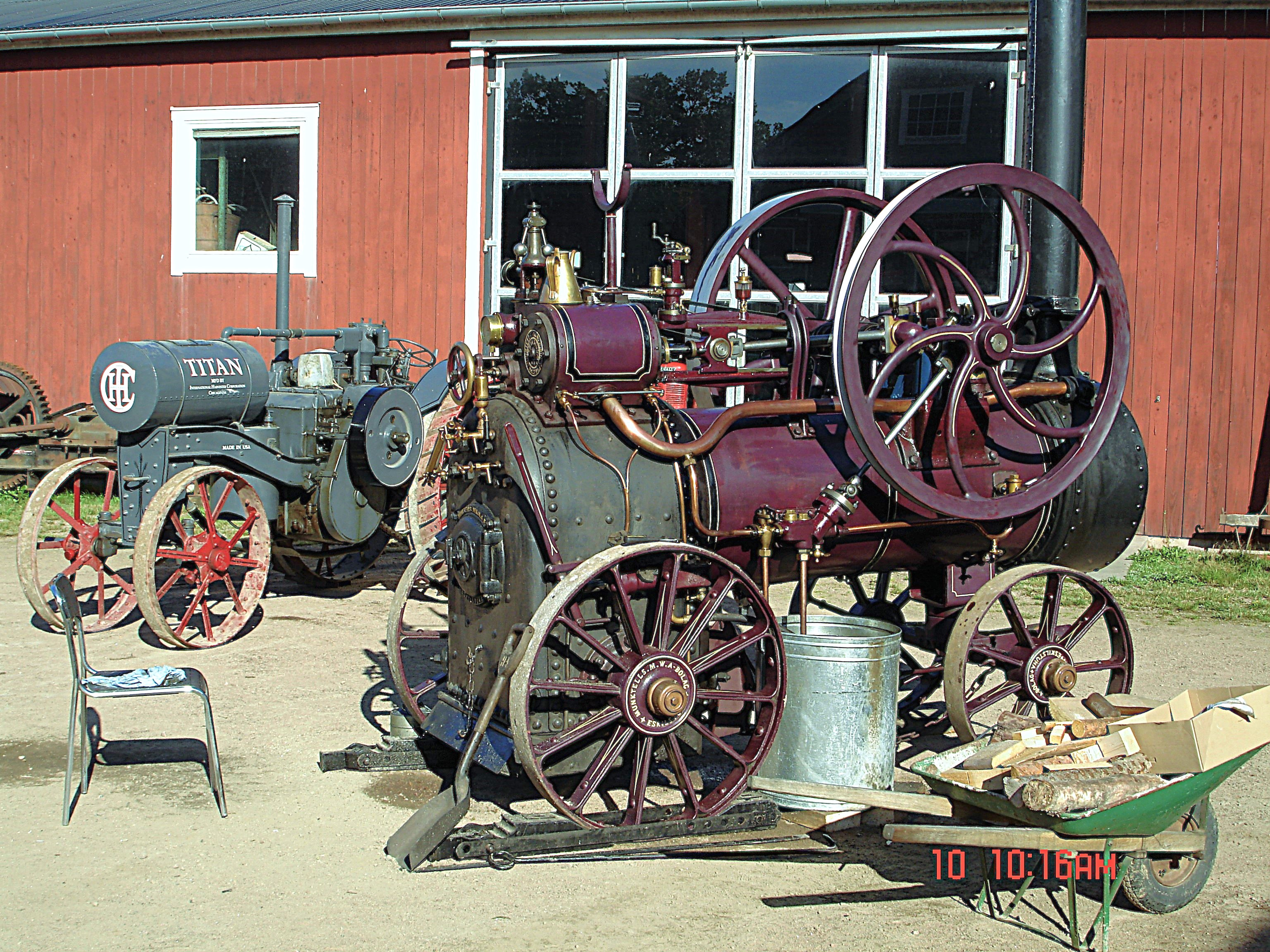
Munktells Ånglokomobil

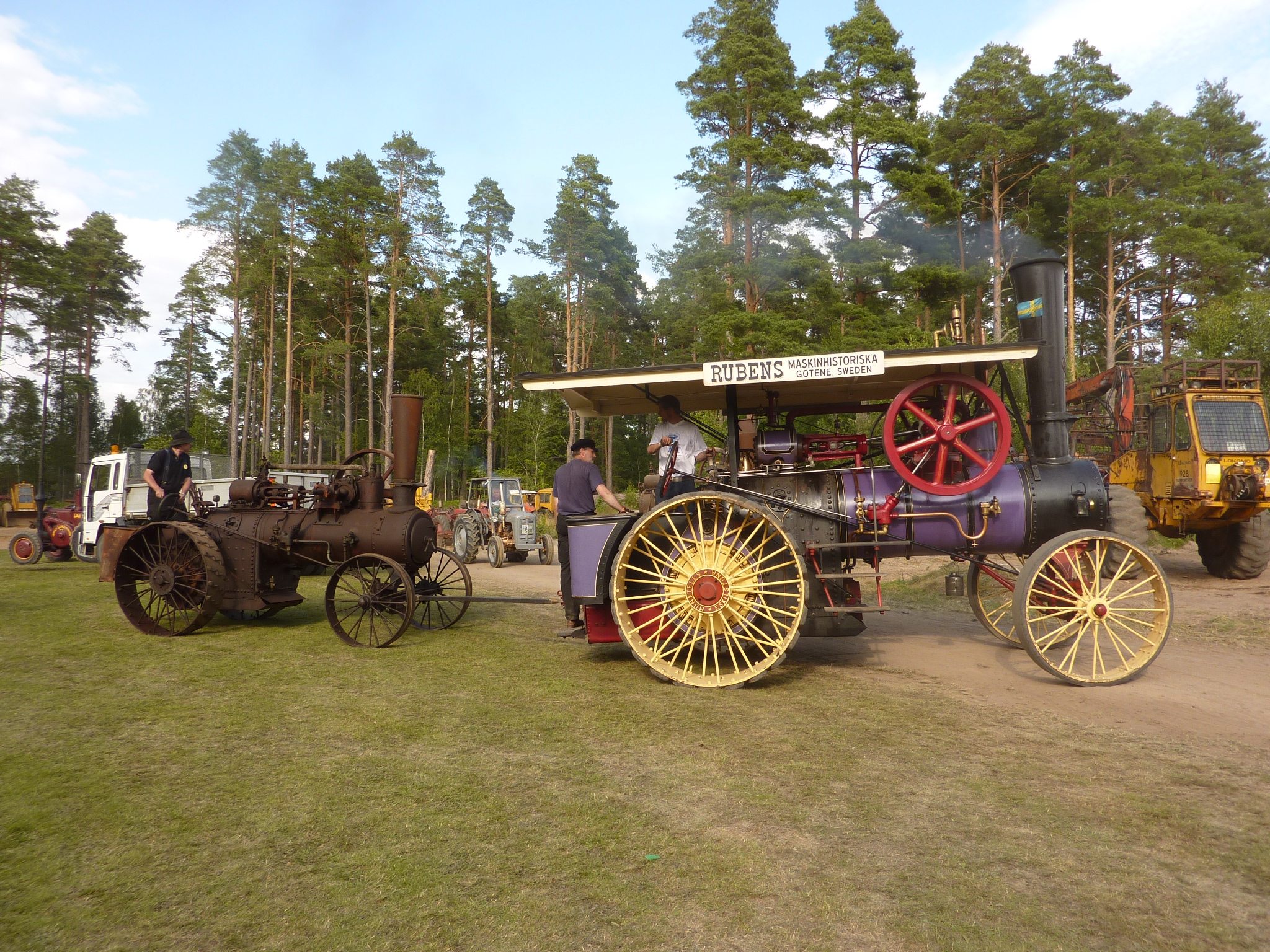
Två självgående lokomobiler av Munktells tillverkning

En lokomobil är en flyttbar ångmaskin eller tändkulemotor på hjul, från vilken man tog kraft från svänghjulet.

## Användningsområden
Lokomobilen var konstruerad för att flyttas mellan arbetsplatserna, antingen genom att bogseras eller med egen framdrivning. Rörligheten gjorde den användbar för många arbetsuppgifter, de kunde driva sågar, tröskverk eller pumpar. Med linor kunde lokomobilen även dra last och jordbruksredskap, till exempel som ångplog.
Självgående lokomobiler, som för framdrivningen utrustats med kraftöverföring till drivhjul, var föregångare till traktorer. I och med lokomobilernas stora tyngd var de dock inte alltid lämpade att direkt dra redskapen som dagens traktorer brukar göra – i stället tillgrep man ibland därför stållinor så att lokomobilen kunde sköta arbetet från sidan av fältet.
I Storbritannien och Tyskland som var världsledande i tiden före sekelskiftet 1800/1900, fanns många och avancerade lokomobiler. I Sverige var Munktells i Eskilstuna den dominerande tillverkaren (1853-1921) Vid RUBEN Maskinhistoriska Samlingar i Götene finns landets klart största samling av lokomobiler innehållande Munktells alla modeller jämte andra inhemska och utländska lokomobiler
Ånglokomobiler är byggda med endast ett fåtal ledningar. Maskinen står direkt på pannan och ångledningen dit är kortast möjlig. Lokomobilens maskin behövde heller inte byggas för speciellt god manöverförmåga, utan ekonomin kunde prioriteras. Det blev en relativt billig ångmaskin med goda egenskaper. Döden för ånglokomobilerna är oxygenkorrosion i ångpannan genom att matarvattnet togs från naturen som ytvatten eller brunnsvatten utan föregående utdrivning av lösta gaser. Pannsten från kalken i hårt vatten sänkte verkningsgraden avsevärt. Syrabetning för att avlägsna pannstenen i ångpannan tog också på panngodset.

## Historik
Lokomobil (av lat. locus, ställe, och mobilis, flyttbar), är i allmänhet en ångmaskin (jämte tillhörande panna), fotogenmotor eller annan motor, som med alla för driften behövliga anordningar är fäst på en vagnställning, så att den lätt kan förflyttas och användas för kraftförsörjning på olika ställen. Utförandet av lokomobilerna måste enligt sakens natur vara sådant, att maskinen blir så enkel och varaktig, men också så lätt som möjligt. De vanligaste ånglokomobiler hade ovanpå pannan en liggande encylindrig kolvmaskin. Svänghjulet var utfört som rem- eller linskiva. Pannan var en tubpanna liknade den som användes för lokomotiv. Men ångtrycket var i allmänhet lägre. Matarvattnet förvärmdes så att en del av ångan, som verkat i cylindern, fick strömma in i det kärl, där kallvattnet befann sig, eller också fördes matarröret genom ångans avloppsrör, för att åtminstone en del av det bortgående värmet kunde tillgodogöras. Som bränsle användes vid ånglokomobiler åtskilliga vegetabiliska avfall, och eldstadens anordning fick avpassas därefter. Stor omsorg måste iakttas, så att inte gnistor medföljde röken ur skorstenen, och särskilda gnistfångare användes därför. Även askans utfallande måste förhindras. Lokomobiler med en maskinstyrka av 5–30 hästkrafter hade en vidsträckt användning för tillgodoseende av smärre kraftbehov, i synnerhet av tillfällig art, inom lantbruket (tröskverk), vid byggnadsarbeten (pålkranar, pumpar, hissar), vid vedgårdar, sågverk, torvverk med mera.
Stationära ångmaskinanläggningar med panna och maskin anordnades också enligt lokomobiltypen. Dessa maskiner benämndes ibland något oegentligt för lokomobiler, fastän de inte var monterade på hjul. Sådana "halvlokomobiler", som de även kallades, konstruerades med maskinstyrkor ända upp till 300 hkr och försågs då med kompoundmaskin, kondensation, överhettare och fullständig ångmaskinutrustning.

## Bildgalleri

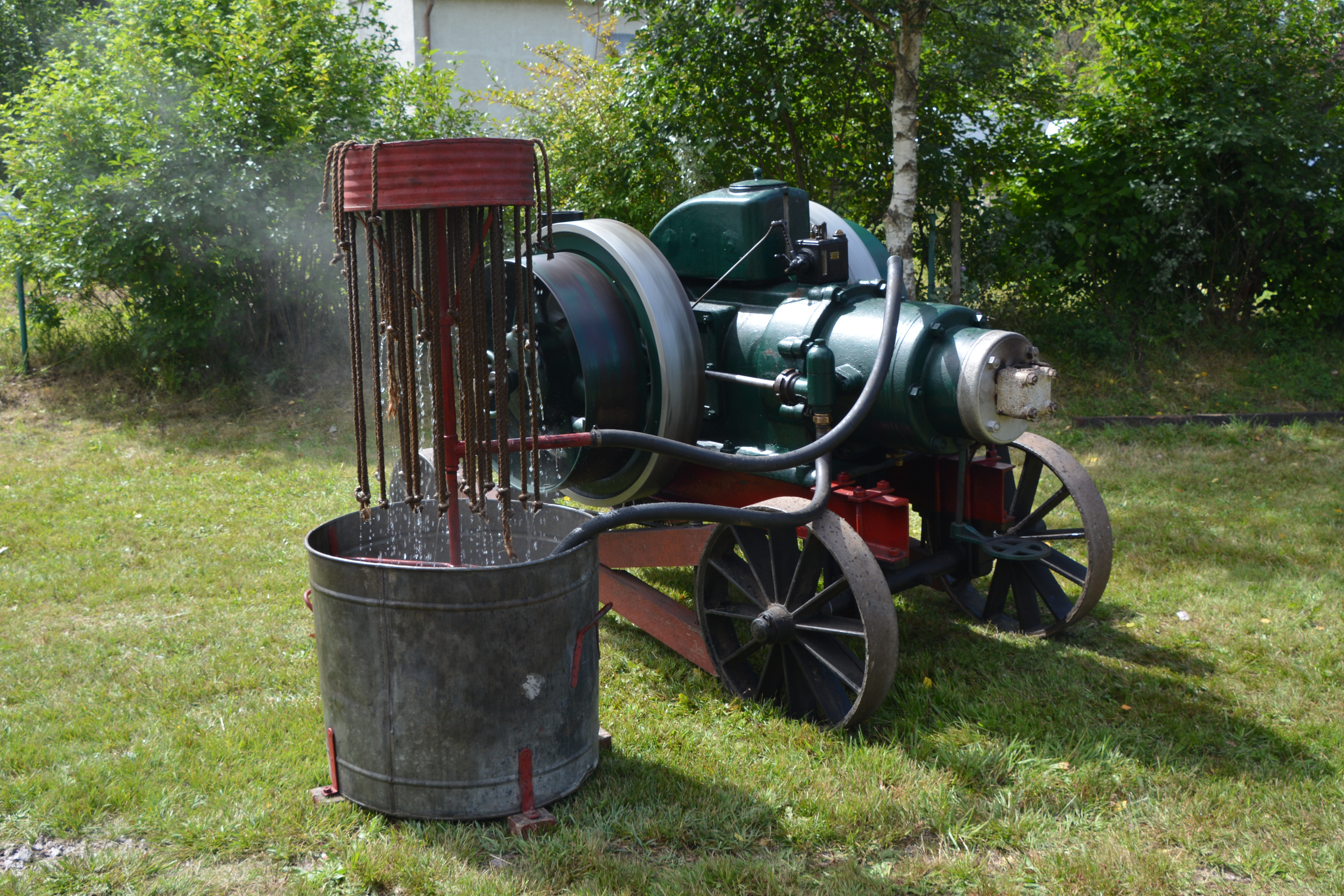
Motorlokomobil, en transportabel tändkulemotor från F O Beijers motorfabrik, Kristdala